# The Grand Tour
The Grand Tour é um programa de televisão sobre automóveis da Amazon Video apresentado por Jeremy Clarkson, Richard Hammond, James May e produzido por Andy Wilman. Os quatro assinaram contrato para a produção de 36 episódios em um período de três anos. Isto aconteceu após os mesmos saírem do programa Top Gear. da BBC. Estreou no dia 18 de novembro de 2016.

## Formato
O formato pretendido era de filmes individuais, sem segmentos no estúdio. No entanto, após a revelação do título do programa, foi anunciado que haveria filmagens no estúdio, que serão feitas em uma grande tenda verde, em diversos locais diferentes. O CEO da Amazon, Jeff Bezos, descreveu o contrato como "muito, muito, muito caro". W. Chump & Sons é a empresa produtora do programa.
Houve especulações de que o programa seria chamado de "Gear Knobs" depois que um pedido de marca foi feito para esse nome por uma empresa associada. Entretanto, Clarkson afirmou em outubro de 2015 que este não seria o nome. Explicou, em abril de 2016, que a palavra "gear" não poderia ser utilizada por motivos legais. O nome "The Grand Tour" foi anunciado em 11 de maio de 2016. O logotipo do programa foi revelado por Clarkson no Twitter em 28 de junho de 2016.

## Promoção
Em 8 de abril de 2016, foi exibido um vídeo curto no Twitter mostrando o trio de apresentadores em uma tempestade de ideias para encontrar um nome adequado para o programa.
Foi carregado outro vídeo, dessa vez de Clarkson, no Facebook, retratando novamente o trio tentando encontrar um nome. Dessa vez, no decorrer do vídeo, desfocaram totalmente do assunto em pauta.
As filmagens do programa começaram em Joanesburgo, África do Sul, no 18 de julho de 2016.